# La Seyne-sur-Mer
La Seyne-sur-Mer é uma comuna francesa na região administrativa da Provença-Alpes-Costa Azul, no departamento de Var. Estende-se por uma área de 22.17 km². Em 2010 a comuna tinha 63 654 habitantes (densidade: 2 871,2 hab./km²).